# Quel che vide il soldato Johnson
Quel che vide il soldato Johnson è un racconto della scrittrice italoamericana Ben Pastor. 
 Narra un piccolo episodio avvenuto nel corso della Guerra di secessione americana.
 Una nota in esergo dichiara che il racconto è ispirato a fatti realmente accaduti.

## Titolo
Come spiega una annotazione finale , il titolo originale del racconto, Peach Blow, corrisponde ad un'espressione regionale relativa alla fioritura del pesco, più correttamente definibile come peach blossom. Il termine blow però significa anche ‘'colpo'’ o ‘'ferita'’, altro particolare importante in rapporto alla narrazione.
 Più neutro e lineare il titolo italiano, data l'impossibilità di rendere l'originale con una traduzione letterale.

## Trama
Metà marzo del 1863: Il XII Reggimento dell'Unione, costituito in gran parte da giovani volontari provenienti dal Vermont, è accampato presso il torrente Wolf Run, in Virginia.

I soldati sono impegnati in una costante attività di pattugliamento; qualcuno di loro, purtroppo, è già rimasto vittima dei colpi sparati dal folto del bosco ad opera di un invisibile nemico.

Solo il giovane Sully Johnson sostiene di aver scorto tra gli alberi il cecchino ribelle, così come sostiene di aver visto nello stesso bosco un ramo fiorito di pesco.

I compagni pensano ad una sua invenzione, dato che la stagione è ancora troppo fredda per una fioritura tanto precoce.

Un giorno però, in drammatiche circostanze che Sully Johnson non potrà mai più dimenticare, i soldati scopriranno che il ragazzo aveva detto il vero.

## Personaggi
- Sullivan Johnson, detto Sully. Giovane volontario originario di Plainfield, in Vermont, ha poco più di vent'anni. Sa a mala pena leggere e scrivere, ma non manca di inviare a casa parecchie lettere, in cui narra le sue giornate di guerra e chiede ai famigliari di inviargli le cose più necessarie.
 Sopravviverà alla guerra e si farà una vita ed una famiglia lontano dallo Stato natio.

- Lewis Martin. Amico e commilitone di Sully. Di corporatura pesante e massiccia, è soprattutto caratterizzato da una folta e disordinata capigliatura.

- I Wheeler. Sono padre e figlio, quest'ultimo si chiama Azro. Come altri anziani, il padre partecipa alla guerra per ottenere il premio di arruolamento.

- Nat Dodge, Linus Richards. Compagni e commilitoni di Sully, come lui originari del Vermont. Linus morirà di febbre prima della fine della guerra.

- Aldrich. Tenente del XII Reggimento, ha solo trent'anni. È stato fortemente debilitato dalla malaria, ma morirà per le conseguenze di una grave ferita al braccio, ricevuta durante un pattugliamento.

- Elizabeth detta Betsy. È una bella sedicenne che Sully incontra casualmente durante il suo servizio presso il torrente. Il giovane ne rimane favorevolmente colpito, tanto da sviluppare su di lei romantici progetti, forse non del tutto irrealizzabili.

- Johanna Sanford. Studiosa e appassionata di arte moderna; originaria di New York, vive ormai in Italia da molti anni. Il racconto si basa su vecchie lettere da lei ritrovate, scritte da alcuni giovani volontari del Vermont, tra cui il suo lontano antenato Sully Johnson.

## Cronologia
La narrazione globale del racconto copre un periodo poco più lungo di una settimana, intorno alla metà di marzo del 1863.

## Edizioni
- Ben Pastor, Quel che vide il soldato Johnson,  Gli e-book del Corriere della Sera, RCS MediaGroup S.p.A., 2014; pag.13 – ISBN 9788861264137